# Frauensee
Frauensee è una frazione della città tedesca di Bad Salzungen.

## Storia
Il comune di Frauensee venne aggregato nel 2018 alla città di Bad Salzungen.